# Філіп Ланґстаф Орд Ґай
Філіп Ланґстаф Орд Ґай (англ. Philip Langstaffe Ord Guy; 23 січня 1885 — 7 грудня 1952) — британський та ізраїльський археолог, офіцер британської армії.

## Кар'єра
Після Першої світової війни, Ґай допомагав з розкопками у Каркемиші в Сирії та Амарні в Єгипті. 1922 року його призначили головним інспектором з питань старожитностей в Палестині (англ. Chief Inspector of Antiquities in Palestine), і він почав бувати на Святій Землі. Ґай став директором розкопок Тель-Меґіддо з 1927 по 1935 рік, змінивши на посаді Кларенса Стенлі Фішера, а потім став директором Британської школи археології в Єрусалимі з 1935 по 1939 рік. Під час своїх розкопок у Меґіддо він почав використовувати фотографування з повітряної кулі. Ґай повернувся до британської армії під час Другої світової війни, отримавши звання підполковника і працюючи військовим губернатором. Після отриманням незалежності Ізраїлем він залишився у країні, приєднавшись до новоутвореного Ізраїльського Департаменту старожитностей і музеїв.

## Особисте життя
1925 року Ґай одружився з Ємімою (івр. ימימה), найстаршою дочкою Еліезера Бен-Єгуди, лексикографа і сіоніста, відповідального значною мірою за відродження івриту. У подружжя була дочка.

## Вибрані твори
- Guy, P L O; Staples, William Ewart (1931). New light from Armageddon; second provisional report (1927-29) on the excavations at Megiddo in Palestine. Chicago, Il: The University of Chicago Press.
- Guy, P.L.O. (June 1932). Balloon Photography and Archaeological Excavation. Antiquity. 6 (22): 148—155. doi:10.1017/S0003598X00006682.
- Guy, P L O; Engberg, Robert M (1938). Megiddo tombs. Chicago, Il: University of Chicago Press.